# Catherine Coulson
Catherine Elizabeth Coulson, född 22 oktober 1943 i Elmhurst i Illinois, död 28 september 2015 i Ashland i Oregon, var en amerikansk teater- och filmskådespelare.
Coulson är mest känd för att ha spelat The Log Lady i TV-serien Twin Peaks. Coulson var gift med skådespelarkollegan Jack Nance mellan 1968 och 1976. Hon var fram till sin död gift med rabbinen Marc Sirinsky.

## Bakgrund
Coulson började sitt samarbete med David Lynch år 1974 i kortfilmen The Amputee, där hon spelade en kvinna utan ben.
Hon deltog också i den 5 år långa inspelningen av Lynchs debutfilm Eraserhead 1977 och hade då ett flertal uppgifter, samtliga dock bakom kameran, däribland assisterande regissör och assisterande kameraoperatör. Redan vid denna tid började Coulson och David Lynch fundera på en karaktär i form av en kvinna som går runt och bär på ett vedträ. Idén kom dock inte att förverkligas förrän långt senare, i TV-serien Twin Peaks.
Coulson avled i cancer den 28 september 2015.

## Filmografi (urval)
- 1974 – The Amputee
- 1977 – Eraserhead (Assisterande regissör och filmfotograf)
- 1982 – Trick or Treats
- 1990–1991 – Twin Peaks (TV-serie)
- 1991 – Femme Fatale
- 1992 – Twin Peaks: Fire Walk with Me
- 2017 – Twin Peaks